# Jüdischer Friedhof (Obermarsberg)

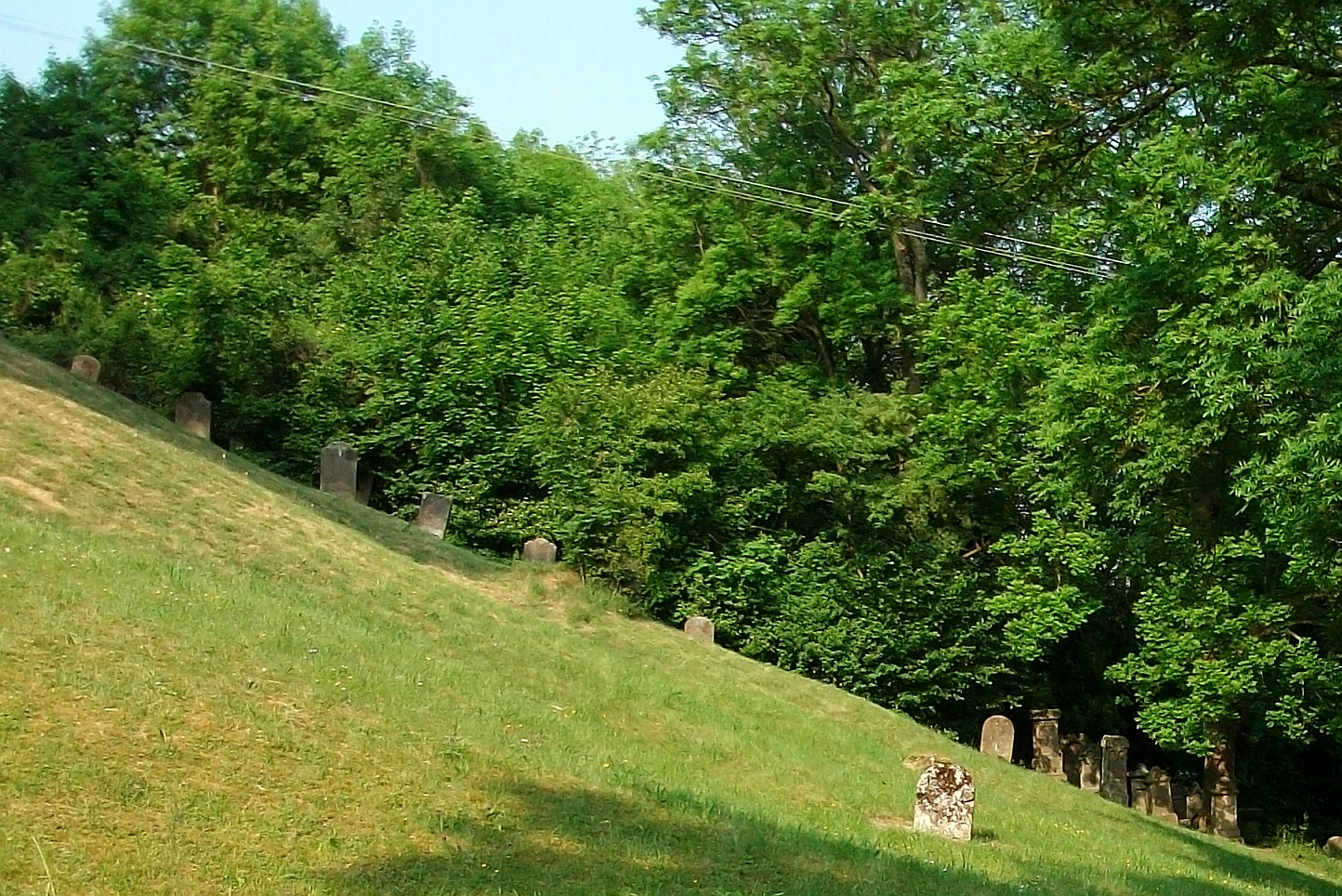
Jüdischer Friedhof

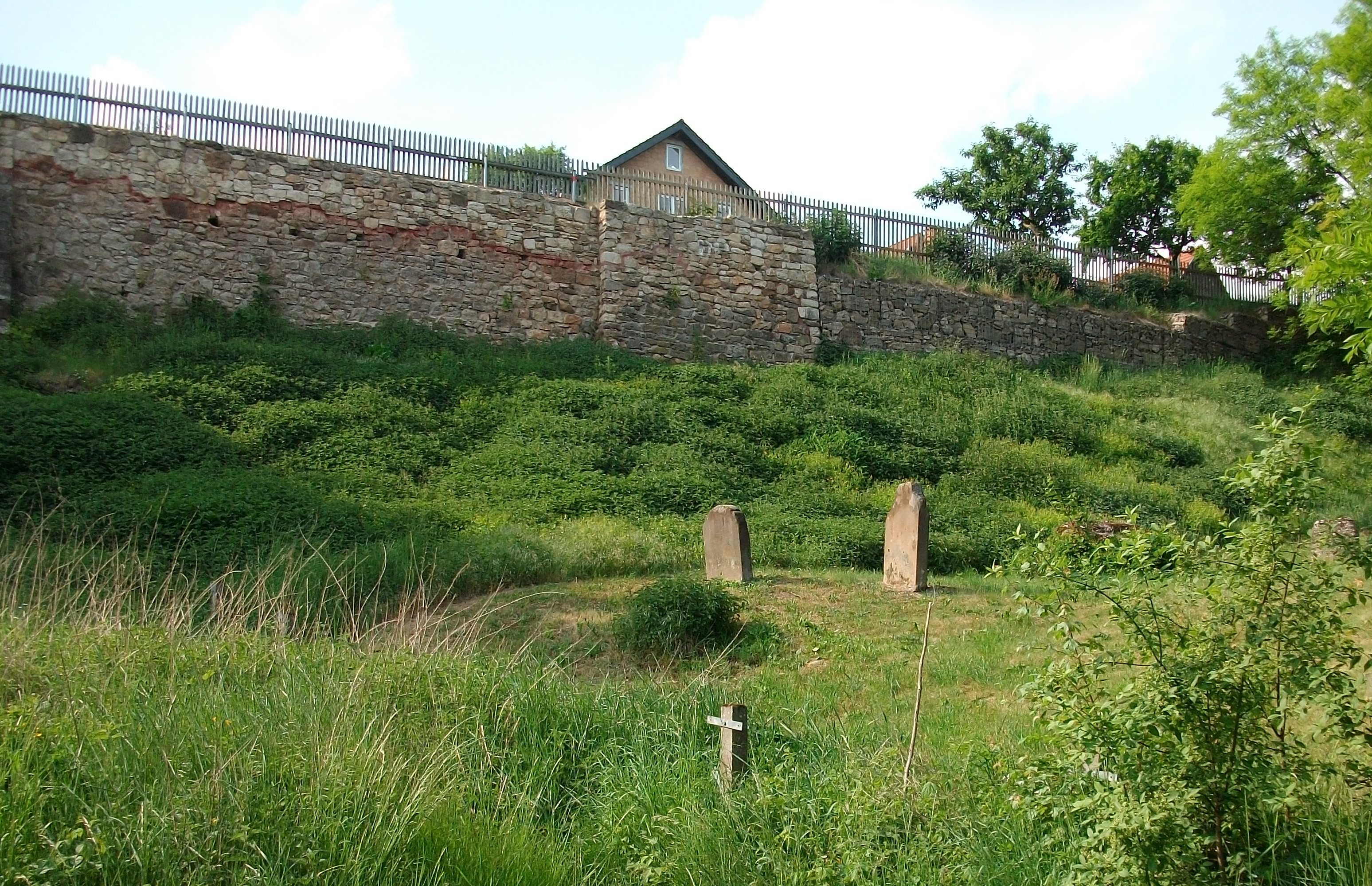
Stadtmauer und jüdischer Friedhof

Der jüdische Friedhof in Obermarsberg, einem Stadtteil von Marsberg im nordöstlichen Teil des Sauerlands (Nordrhein-Westfalen), wurde zwischen dem 17. und 19. Jahrhundert belegt.
Bereits in der ersten Hälfte des 17. Jahrhunderts wurden jüdische Einwohner in Marsberg genannt. Ältere Unterlagen dürften durch die Folgen des Dreißigjährigen Krieges verloren gegangen sein. Die beiden Nachbargemeinden Ober- und Niedermarsberg wiesen im Jahr 1700 die höchste Zahl jüdischer Einwohner im gesamten Herzogtum Westfalen auf. Dort lebten zusammen 15 Familien. Bis 1800 war ihre Zahl auf 21 gestiegen.
Die jüdische Gemeinde hatte neben einer Synagoge spätestens seit dem 17. Jahrhundert auch einen eigenen Friedhof. Dieser wurde in der frühen Neuzeit von den Juden Niedermarsbergs mitgenutzt. Auch nach der Gründung der Synagogengemeinde Niedermarsberg gab es in Obermarsberg eine Filialgemeinde zunächst noch mit Synagoge und Friedhof.
Der Friedhof liegt außerhalb der Stadt vor dem Südtor unterhalb des Wasserturms. Die meisten erhaltenen Grabsteine (Mazewot) stammen aus dem 19. Jahrhundert.